# Associazione Calcio Lecco 1953-1954
Questa voce raccoglie le informazioni riguardanti l' Associazione Calcio Lecco nelle competizioni ufficiali della stagione 1953-1954.

## Stagione
Nella stagione 1953-1954 il Lecco disputa il campionato a girone unico di Serie C, con 35 punti in classifica si piazza in decima posizione. Il torneo è stato vinto con 43 punti dalla coppia formata dal Parma e dall'Arsenale Taranto che staccano il biglietto per la Serie B. Retrocedono in IVª Serie il Toma Maglie, il Pisa, la Lucchese ed il Mantova.
Prontamente ritornato in Serie C il Lecco, saluta dopo cinque stagioni l'allenatore argentino Hugo Lamanna. Il presidente Mario Ceppi decide di affidare la guida tecnica del Lecco a Italo Zamberletti e si rafforza la rosa per affrontare il campionato di Serie C. Arrivano il portiere Osvaldo Maffeis, Francesco Duzioni diventa il nuovo perno della linea mediana, nuovo anche il pacchetto degli avanti con Virginio Ubiali, Massimo Vicari e Antonio Torreano. Come la passata stagione il motto è: "primo non prenderle", e infatti il reparto di maggior rendimento è la difesa, con 27 reti subite sarà la seconda miglior difesa del torneo, dietro solo al Parma che sarà promosso in B. L'attacco stenta con 10 reti il miglior marcatore sarà Angelo Brena, seguito dal terzetto composto da Ubiali, Torreano e Vicari con 7 reti. Anche il fattore campo sarà decisivo per raggiungere la salvezza, ai Cantarelli, da qualche stagione intestato a Mario Rigamonti, giocatore del Grande Torino, perito nel disastro di Superga, passa solo l'Arsenale Taranto, anch'esso promosso nel campionato cadetto.

## Rosa
| N. |                   | Ruolo | Calciatore          |
| -- | ----------------- | ----- | ------------------- |
|    | Italia (bandiera) | A     | Angelo Brena        |
|    | Italia (bandiera) | A     | Umberto Corradi     |
|    | Italia (bandiera) | C     | Francesco Duzioni   |
|    | Italia (bandiera) | C     | Piero Fioroni       |
|    | Italia (bandiera) | D     | Silvio Franchi      |
|    | Italia (bandiera) | D     | Giancarlo Galli     |
|    | Italia (bandiera) | C     | Giuseppe Logaglio   |
|    | Italia (bandiera) | P     | Osvaldo Maffeis     |
|    | Italia (bandiera) | C     | Giovanni Martorelli |

| N. |                   | Ruolo | Calciatore        |
| -- | ----------------- | ----- | ----------------- |
|    | Italia (bandiera) | A     | Carlo Mazza       |
|    | Italia (bandiera) | P     | Paolo Pelucchi    |
|    | Italia (bandiera) | C     | Pietro Radaelli   |
|    | Italia (bandiera) | D     | Enrico Tantardini |
|    | Italia (bandiera) | A     | Antonio Torreano  |
|    | Italia (bandiera) | A     | Virginio Ubiali   |
|    | Italia (bandiera) | A     | Marcello Vecchio  |
|    | Italia (bandiera) | A     | Vergani           |
|    | Italia (bandiera) | C     | Massimo Vicari    |

## Risultati

### Girone di andata
| Arbitro: | Bonetto (Torino) |

|               |           |                        |
| Baccalini 72’ | Marcatori | 8’ Torreano 17’ Vicari |

| Lecco 20 settembre 1953 2ª giornata | Lecco           | 0 – 0 | Empoli | Stadio Mario Rigamonti\| Arbitro: \| Pasini (Novara) \| |
| Arbitro:                            | Pasini (Novara) |       |        |                                                         |

| Arbitro: | Marangio (Roma) |

|               |           |              |
| Scroccaro 22’ | Marcatori | 49’ Torreano |

| Arbitro: | Menchini (Udine) |

|                                             |           |  |
| Corradi 26’ Torreano 32’ Rispoli 77’ (aut.) | Marcatori |  |

| Arbitro: | Ferrari Aggradi (Firenze) |

|             |           |  |
| Turotti 85’ | Marcatori |  |

| Arbitro: | Baldassare (Udine) |

|              |           |                    |
| Torreano 37’ | Marcatori | 53’ (rig.) Verderi |

| Siracusa 25 ottobre 1953 7ª giornata | Siracusa     | 0 – 0 | Lecco | Stadio Vittorio Emanuele III\| Arbitro: \| Adami (Roma) \| |
| Arbitro:                             | Adami (Roma) |       |       |                                                            |

| Arbitro: | Famulari (Messina) |

|                           |           |            |
| Ziletti 76’ Altobello 79’ | Marcatori | 69’ Ubiali |

| Arbitro: | Ronchi (Bologna) |

|                                                    |           |                  |
| Torreano 22’ Giorgino 35’ (aut.) Vicari 80’ (rig.) | Marcatori | 17’ (aut.) Galli |

| Arbitro: | De Marchi (Pordenone) |

|  |           |              |
|  | Marcatori | 70’ Castaldi |

| Arbitro: | Gambarotta (Genova) |

|                    |           |                |
| Maffeis 22’ (aut.) | Marcatori | 33’, 70’ Brena |

| Arbitro: | Perucci (Verona) |

|                      |           |  |
| Ubiali 23’ Brena 33’ | Marcatori |  |

| Arbitro: | Famulari (Messina) |

|                  |           |  |
| Bartolaccini 12’ | Marcatori |  |

| Arbitro: | Gambarotta (Genova) |

|                      |           |  |
| Brena 33’ Ubiali 50’ | Marcatori |  |

| Arbitro: | Perucci (Verona) |

|              |           |  |
| A. Meini 75’ | Marcatori |  |

| Lecco 10 gennaio 1954 16ª giornata | Lecco           | 0 – 0 | Parma | Stadio Mario Rigamonti\| Arbitro: \| De Leo (Mestre) \| |
| Arbitro:                           | De Leo (Mestre) |       |       |                                                         |

| Arbitro: | De Angelis (Roma) |

|                     |           |                        |
| Frigo 65’, 75’, 79’ | Marcatori | 13’ Brena 87’ Torreano |

### Girone di ritorno
| Lecco 31 gennaio 1954 18ª giornata | Lecco            | 0 – 0 | Lucchese | Stadio Mario Rigamonti\| Arbitro: \| Ronchi (Bologna) \| |
| Arbitro:                           | Ronchi (Bologna) |       |          |                                                          |

| Arbitro: | Occhinegro (Taranto) |

|                                |           |  |
| Maluta 9’ Buda 78’ Bernard 83’ | Marcatori |  |

| Arbitro: | Grandville (Roma) |

|               |           |  |
| Brena 3’, 16’ | Marcatori |  |

| Arbitro: | Poggi (Pisa) |

|                       |           |  |
| Mantero 41’ Gelio 55’ | Marcatori |  |

| Arbitro: | Gemini (Roma) |

|                  |           |             |
| Vicari 9’ (rig.) | Marcatori | 90’ Ferrari |

| Arbitro: | Maghernino (San Severo) |

|  |           |                   |
|  | Marcatori | 87’ (rig.) Vicari |

| Lecco 14 marzo 1954 24ª giornata | Lecco                 | 0 – 0 | Siracusa | Stadio Mario Rigamonti\| Arbitro: \| De Marchi (Pordenone) \| |
| Arbitro:                         | De Marchi (Pordenone) |       |          |                                                               |

| Arbitro: | Perucci (Verona) |

|            |           |  |
| Ubiali 63’ | Marcatori |  |

| Arbitro: | Smorto (Reggio Calabria) |

|                     |           |  |
| Giorgino 68’ (rig.) | Marcatori |  |

| Arbitro: | Raule (Roma) |

|                                   |           |           |
| Castignani 26’ (rig.) Giorgis 40’ | Marcatori | 12’ Brena |

| Arbitro: | Ronchi (Bologna) |

|            |           |  |
| Vicari 18’ | Marcatori |  |

| Arbitro: | Occhinegro (Taranto) |

|                             |           |                         |
| Arrigoni 11’ Bonistalli 53’ | Marcatori | 43’ Ubiali 84’ Torreano |

| Lecco 2 maggio 1954 30ª giornata | Lecco            | 0 – 0 | Livorno | Stadio Mario Rigamonti\| Arbitro: \| Bonetto (Torino) \| |
| Arbitro:                         | Bonetto (Torino) |       |         |                                                          |

| San Benedetto del Tronto 9 maggio 1954 31ª giornata | Sambenedettese        | 0 – 0 | Lecco | Stadio Fratelli Ballarin\| Arbitro: \| De Marchi (Pordenone) \| |
| Arbitro:                                            | De Marchi (Pordenone) |       |       |                                                                 |

| Arbitro: | Perucci (Verona) |

|                                            |           |  |
| Ubiali 38’ Vicari 40’ (rig.) 49’ Brena 75’ | Marcatori |  |

| Arbitro: | Grandville (Roma) |

|                       |           |  |
| Korostelev 47’ (rig.) | Marcatori |  |

| Arbitro: | Menchini (Udine) |

|                                                     |           |               |
| Terzolo 13’ (aut.) Brena 15’ Corradi 32’ Ubiali 66’ | Marcatori | 26’ Bislenghi |